# Porrocekóza ptáků
Porrocekóza je parazitární onemocnění tenkého střeva ptáků  způsobovaného hlísticemi z rodu Porrocaecum. U ptáků se nejčastěji vyskytují:
- Porrocaecum crassum (Deslongchamps 1824)

Parazituje u domestikovaných i divokých kachen, perliček a husí. Infikována jsou nejčastěji kachňata ve věku 1-3 měsíců. Obvyklými klinickými příznaky jsou zaostávání v růstu, hubnutí, průjem a poruchy v opeření. Silné infekce mohou způsobit perforaci tenkého střeva nebo nervové příznaky (ataxie, opistotonus, křeče); silnější infekce mohou končit i úhynem.
Popis: Charakteristickým znakem je výrazný žaludek a slepý střevní výrůstek, vybíhající z přední části střeva směrem k hlavě. Samec má tělo dlouhé 12-52 mm je dlouhá 30-79 mm, široká 0,94-2,30 mm; cervikání křídla chybějí. Vajíčka jsou téměř kulovitá, o velikosti 90-118 x 65-91 µm. Vnitřní obsah není rozrýhován, povrch má výrazně zřasenou strukturu.
Vývoj je nepřímý (biohelmint). Vajíčka se ve vnějším prostředí vyvíjejí během 5-12 dní až po larvu 1. stadia L1. V mezihostiteli (dešťovky) se larvy uvolní a proniknou do jeho krevního systému, kde v průběhu 1,5-2 měsíců prodělávají další vývoj až do infekčního stadia.  V těle konečného hostitele se larvy lokalizují nejprve pod kutikulou svalnatého žaludku a po určitém čase přecházejí na místo své definitivní lokalizace, tj. do tenkého střeva, kde pohlavně dospívají. Prepatentní doba (interval od počátku infekce až po vyloučení prvních vajíček) je 20-22 dní.
- Porrocaecum ensicaudatum (Zeder 1800)

Parazituje u kosů, špačků a mnoha dalších ptáků z řádu pěvců (Passeriformes), ojediněle u kura a kachna domácí.
Popis: Samec je dlouhý 21-45 mm, široký 0,5-1,3 mm; cervikální křídla chybějí; spikula se dvěma podélnými křídly. Samice dlouhá 22-68 mm, široká 0,6-1,8 mm; cervikální křídla chybějí. Vajíčka dosahují velikosti 81-117 x 54-97 µm.
Vývoj  je nepřímý (biohelmint). Vajíčka odcházejí do vnějšího prostředí nerozrýhovaná. Při teplotě 20–22 °C se vyvinou larvy 1. stadia za 12-14 dní. Ve střevě mezihostitelů (dešťovky) se uvolňují z vajíček larvy, které pronikají do krevního oběhu. Do infekčního stadia dospějí larvy v mezihostiteli asi za 6 týdnů.
- Porrocaecum semiteres (Zeder 1800)

Parazituje u čejky chocholaté, racka chechtavého a další druhů ptáků  z řádu bahňáků (Charadriiformes), ojediněle také u kachny domácí i divoké.
Popis: Samec je dlouhý 18-53 mm, široký 0,56-1,0 mm; cervikální křídla jsou přítomna; spikula dlouhá 0,55-1,24 mm, každá s dvěma kutikulárními křídly. Samice je dlouhá 21-66 mm, široká 0,62-1,67 mm. Vajíčka mají velikost 91-93 x 70-84 µm.
Vývoj je nepřímý (biohelmint), podobný jako u P. crassum nebo P. ensicaudatum. Larva 1. stadia vznikají ve  vajíčku za 3-4 týdny při teplotě 19 °C. V mezihostiteli (dešťovky) se infekční larva vyvine za 1-2 měsíce.